# Grey DeLisle

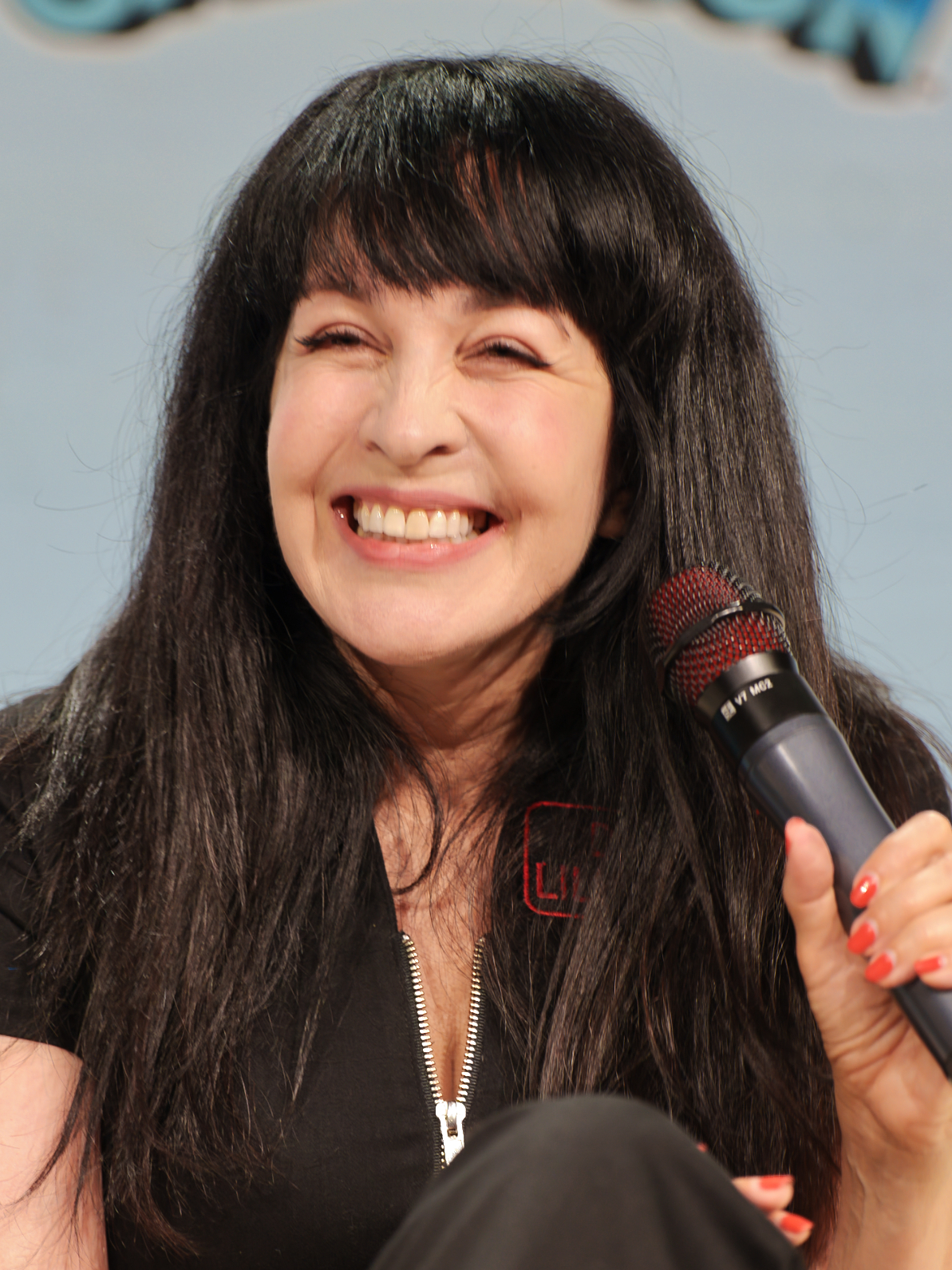
Grey DeLisle, 2024

Grey DeLisle (* 24. August 1973 in Fort Ord, Kalifornien als Erin Gray van Oosbree; auch bekannt als Grey Griffin) ist eine US-amerikanische Schauspielerin, Synchronsprecherin und Sängerin. Sie ist für zahlreiche Synchronisationen von Zeichentrickfiguren bekannt.

## Karriere
DeLisle ist als Synchronsprecherin bekannt und war an mehr als 450 Produktionen beteiligt. Sie lieh z. B. Samantha Sam Manson in der Serie Danny Phantom, Azula in Avatar – Der Herr der Elemente sowie den Zwillinge Lola und Lana Loud in der Serie Willkommen bei den Louds ihre Stimme. Seit 2001 ist sie die Synchronstimme von Daphne Blake aus der Zeichentrickserie Scooby-Doo.

## Privatleben
Von 1992 bis zur Scheidung 1993 war DeLisle mit Christopher DeLisle verheiratet. Von 2002 bis zur Scheidung 2010 war sie mit Murry Hammond verheiratet. Aus dieser Ehe ging ihr Sohn Tex Hammond (* 2007) hervor. Seit dem 27. Juni 2012 ist DeLisle mit Jared Griffin verheiratet. Mit ihm hat sie einen Sohn (* 2014) und eine Tochter (* 2016).

## Synchronisation (Auswahl)
- 2001–2017: Cosmo & Wanda – Wenn Elfen helfen
- 2002–2004: Fillmore!
- 2004–2007: Danny Phantom
- 2005–2008: Avatar – Der Herr der Elemente
- 2006–2009: Tauschrausch
- 2006–2010: Wow! Wow! Wubbzy!
- 2010–2013: Mad
- 2010–2015: T.U.F.F. Puppy
- seit 2016: Willkommen bei den Louds
- 2018–2020: She-Ra und die Rebellen-Prinzessinnen
- 2018–2022: Paradise PD
- 2018–2020: Harvey Miezen für immer! (Fernsehserie, Stimme)
- 2021: Willkommen bei den Louds – Der Film (The Loud House Movie) (Stimme)
- 2022: Luck (Stimme)
- 2023: Gremlins – Secrets of the Mogwai (Fernsehserie, Stimme)
- 2024: Sausage Party: Foodtopia (Fernsehserie, Stimme)